# Marselisborg (herregård)
 For alternative betydninger, se Marselisborg. (Se også artikler, som begynder med Marselisborg)
Marselisborg var en herregård ved Aarhus. Herregårdens historie kan under navnet Havreballegaard føres tilbage til 1500-tallet. Den lå dér, hvor Marselisborg Gymnasium i dag ligger på Marselis Boulevard i Aarhus. Efter en ødelæggende brand, blev Marselisborg revet ned i 1911. Det meste af gårdens lindeallé kan stadig ses ved gymnasiet (fx fra Skovbrynet), men selve godset eksisterer ikke mere.
Marselisborg Slot, som blev opført af Hack Kampmann i 1899-1902, er opført på en lille del af Marselisborg godsets jorde, og har taget navn efter herregården.

## Historien
Fra 1544 havde den været ladegård under Aarhusgaard, en lensmandsbolig nord for Domkirken og menes at være en del af den jord biskop Peder Vognsen skænkede til bispestolen. Den hørte under kirken frem til reformationen, hvor den kom under kronen. I 1576 blev der opført et stenhus med volde og grave, men ingen ved, hvordan det har set ud.
Efter Enevældens indførelse i 1660 kom Havreballegaard i privat eje.
Den blev først overtaget af hollænderen Gabriel Marselis og siden af sønnen Constantin Marselis og blev ophøjet til baroni. Hverken Gabriel eller sønnen Constantin boede på gården, der var ødelagt efter svenskeres og polakkers hærgen. I 1680 omdøbtes den til Marselisborg.
Da Constantin Marselis døde i 1699 uden at efterlade sig arvinger, overdrog kong Christian V gården til sin søn Ulrik Christian Gyldenløve. 
Efter dennes død overgik gården til hans brodersøn Frederik Danneskjold-Samsøe, der besad Marselisborg til sin død i 1770.
Den næste baron på Marselisborg blev amtmand Christian Rudolph Philip Gersdorff. Han opførte en ny hovedbygning. I 1739 opføres enetages bindingsværkshus med kvist. I 1772 opføres en ny tre-fløjet bygning, men stadig kun i én etage.
I 1805 blev godset solgt til lensbaron F.J.C. Güldencrone, der også ejede Vilhelmsborg og Moesgård.
Marselisborg har gennem årene herefter været ejet af blandt andre politikeren Caspar P.R. Ingerslev og hans søn indenrigsminister Hans Peter Ingerslev.
I 1896 køber Aarhus by Marselisborg, og bygningerne på bliver herefter forpagtet bort. 
I 1904 og 1906 brændte dele af gården, og i 1909 brændte laden. Herefter blev resterne af Marselisborg nedrevet i 1911 og der blev givet plads til etablering af forskellige nybyggerier, som var stærkt tiltrængt for den ekspanderende by.

## De tilhørende jorde
Marselisborgs jorde omfattede blandt andet Marselisborgkvarteret og Marselisborgskovene. Ved Aarhus Kommunes opkøb i 1896 for 1.183.750 kroner og 70 øre, omfattede godsets jorde tilsyneladende 66 tønder hartkorn fra ca. 1200 tønder land ager, eng og skov, hvilket svarer til ca. 662 hektar i det moderne SI-system. En del af jordene, er senere blevet brugt til etableringen af bl.a. Marselisborg Slot i 1899 og Mindeparken i 1925, som eksempler på nogle af de mere kendte lokaliteter i vores tid. 

## Galleri
- En tilfældig allé i Marseliskvarteret. Den oprindelige lindeallé, som stadig kan ses fra Skovbrynet (foto mangler), vidner den dag i dag om Marselisborg Gods.